# 工藤孝太
工藤 孝太（くどう こうた、2003年8月13日 - ）は、和歌山県田辺市出身のプロサッカー選手。Jリーグ・ファジアーノ岡山所属。ポジションはディフェンダー（DF）。

## 来歴
小学時代は和歌山県田辺市の南紀ジュニアサッカークラブでプレー。小学6年時に浦和レッズジュニアユースのセレクションに合格して、卒業後は埼玉県に住み浦和レッズのアカデミーに所属。2019年には16歳以下の日本代表に選出され国際試合に出場、2020年には17歳以下の日本代表に選出された。
2021年シーズン、2種登録選手としてトップチームに登録され、4月21日、ルヴァンカップ・グループステージの横浜FC戦でトップチームデビューを飾った。5月13日、プロ契約締結が発表された。11月10日、U-18日本代表候補選出が発表された。2022年シーズン、トップチームに昇格した。
2023年、藤枝MYFCへ育成型期限付き移籍。
2024年、ギラヴァンツ北九州へ育成型期限付き移籍。リーグ戦ではチーム4位タイの36試合に出場し、出場時間はチーム全選手最長の3,240分、YBCルヴァンカップ、天皇杯いずれもチームが出場した2試合ともに出場するなど主力として活躍、同年のJ3リーグ優秀選手賞を受賞した。
2025年、同シーズンからJ1に初昇格したファジアーノ岡山に育成型期限付き移籍。

## 人物
姉はモデル・タレントの工藤成珠。

## 所属クラブ
- 南紀JSC（田辺市立上秋津小学校[1]）
- 浦和レッズジュニアユース
- 浦和レッズユース
  - 2021年  浦和レッズ（2種登録選手）
- 2022年 -  浦和レッズ
  - 2023年  藤枝MYFC（育成型期限付き移籍）
  - 2024年  ギラヴァンツ北九州（育成型期限付き移籍）
  - 2025年 -  ファジアーノ岡山（育成型期限付き移籍）

## 個人成績
| 国内大会個人成績 | 国内大会個人成績 | 国内大会個人成績 | 国内大会個人成績 | 国内大会個人成績 | 国内大会個人成績 | 国内大会個人成績 | 国内大会個人成績 | 国内大会個人成績 | 国内大会個人成績 | 国内大会個人成績 | 国内大会個人成績 |
| 年度             | クラブ           | 背番号           | リーグ           | リーグ戦         | リーグ戦         | リーグ杯         | リーグ杯         | オープン杯       | オープン杯       | 期間通算         | 期間通算         |
| 年度             | クラブ           | 背番号           | リーグ           | 出場             | 得点             | 出場             | 得点             | 出場             | 得点             | 出場             | 得点             |
| 日本             | 日本             | 日本             | 日本             | リーグ戦         | リーグ戦         | リーグ杯         | リーグ杯         | 天皇杯           | 天皇杯           | 期間通算         | 期間通算         |
| ---------------- | ---------------- | ---------------- | ---------------- | ---------------- | ---------------- | ---------------- | ---------------- | ---------------- | ---------------- | ---------------- | ---------------- |
| 2021             | 浦和             | 42               | J1               | 0                | 0                | 1                | 0                | 0                | 0                | 1                | 0                |
| 2022             | 浦和             | 42               | J1               | 0                | 0                | 0                | 0                | 0                | 0                | 0                | 0                |
| 2023             | 藤枝             | 19               | J2               | 6                | 0                | -                | -                | 0                | 0                | 6                | 0                |
| 2024             | 北九州           | 13               | J3               | 36               | 2                | 2                | 0                | 2                | 0                | 40               | 2                |
| 2025             | 岡山             | 15               | J1               |                  |                  |                  |                  |                  |                  |                  |                  |
| 通算             | 日本             | 日本             | J1               | 0                | 0                | 1                | 0                | 0                | 0                | 1                | 0                |
| 通算             | 日本             | 日本             | J2               | 6                | 0                | -                | -                | 0                | 0                | 6                | 0                |
| 通算             | 日本             | 日本             | J3               | 36               | 2                | 2                | 0                | 2                | 0                | 40               | 2                |
| 総通算           | 総通算           | 総通算           | 総通算           | 42               | 2                | 3                | 0                | 2                | 0                | 47               | 2                |

- 2021年は2種登録選手。

出場歴
- Jリーグ初出場 - 2023年5月17日 J2第16節 vs藤枝MYFC（藤枝総合運動公園サッカー場）
- Jリーグ初得点 - 2024年9月21日 J3第29節 vsFC岐阜（ミクニワールドスタジアム北九州）

## タイトル

### クラブ
浦和レッズ
- 天皇杯 JFA 全日本サッカー選手権大会：1回（2021年）
- スーパーカップ：1回（2022年）

### 個人
- J3リーグ優秀選手賞：1回（2024年[14]）

## 代表歴
- U-16日本代表
- U-17日本代表
- U-19日本代表
  - モーリスレベロトーナメント（2022年）
  - AFC U20アジアカップ予選（2022年）
- U-20日本代表
  - 千葉トレーニングキャンプ（2023年）